# Tosa Inu

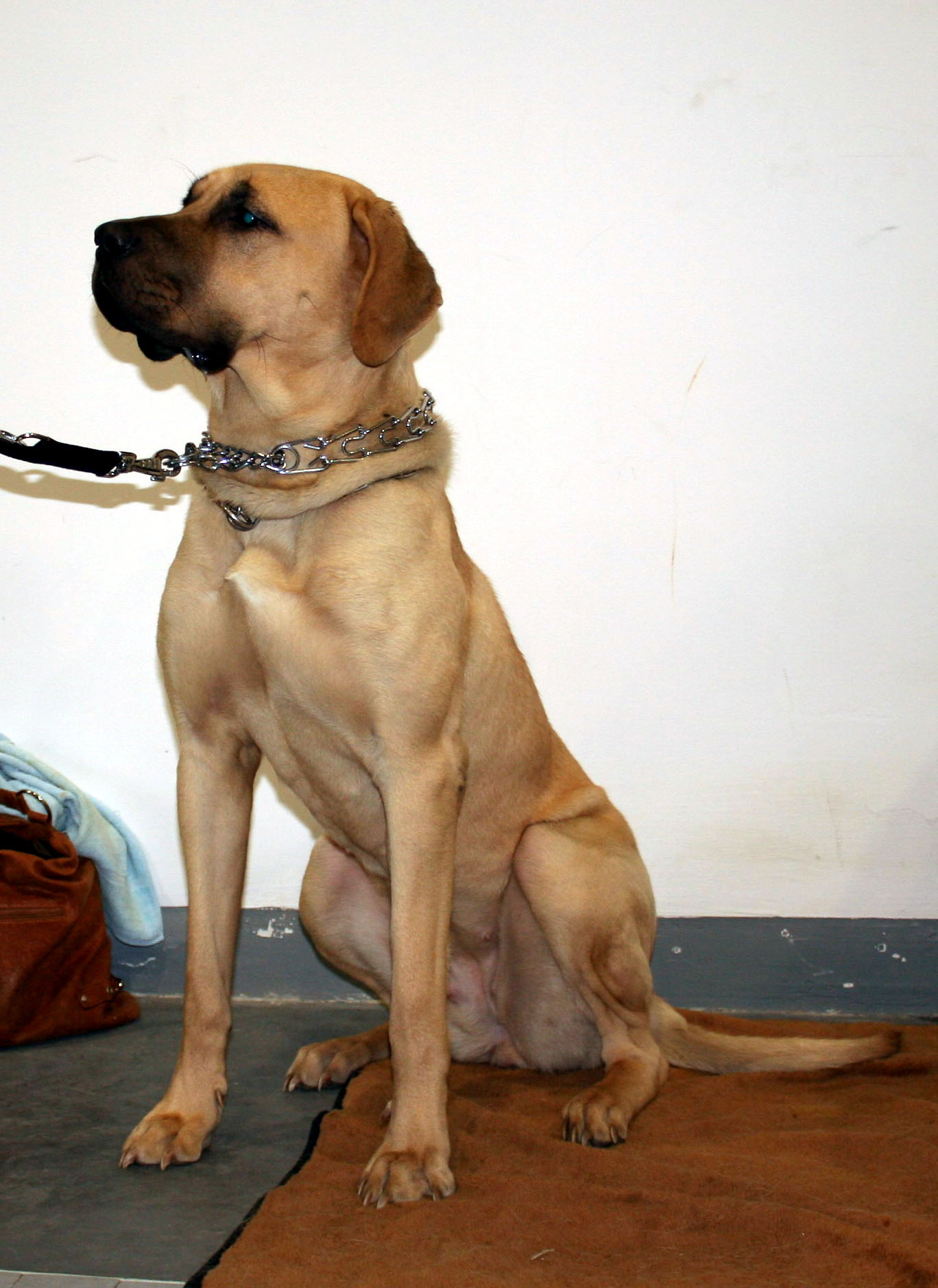
Một con ngao Nhật đang trình diễn

Chó Tosa hay còn gọi là Tosa Inu, Tosa Ken (chữ Nhật: 土佐) hay còn gọi là chó ngao Nhật (Japanese Mastiff) là một giống chó có ngồn gốc từ Nhật Bản. Chúng là giống chó quý hiếm của Nhật gắn liền với nhiều nét văn hoá cổ truyền của người dân đất nước này. Đây là giống chó khá dữ dằn và được quản lý nghiêm ngặt ở nhiều quốc gia châu Âu và Bắc Mỹ đặc biệt là ở Anh.
Tosa Inu là một giống chó nguy hiểm với cơ thể khổng lồ và nguồn sức mạnh bộc phát và được dùng như một con chó chiến binh đồng thời bị hạn chế sở hữu về mặt pháp lý tại một số quốc gia. Tosa Inu còn là con chó canh gác, chúng rất khoan dung, nhưng nếu chúng cảm thấy rằng một thành viên của gia đình gặp nguy hiểm, chúng có thể là thảm họa đối với đối thủ. Tosa rất oai vệ với trọng lương to lớn, chúng thích hợp với nhiệm vụ bảo vệ và cảnh giác.

## Lịch sử

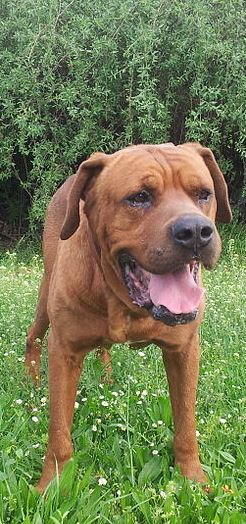
Tosa Inu

Được coi như một giống chó Sumo (đấu vật) trên thế giới. Chúng xuất hiện cách đây khoảng 200 năm tại Nhật Bản. Chúng được phát triển trong khoảng thời gian từ năm 1868 đến năm 1912, là giống chó mới xuất hiện sau lần cập cảng của thiếu tướng hải quân Perry vào cảng Nhật năm 1854, khi những người nuôi chó Nhật Bản đã có được những con chó ngoại quốc trên chuyến tàu cập cảng này. Tosa Nguyên gốc là từ giống chó Kochi tại địa phương đem cho lai với giống chó chọi Shikoku bản địa chỉ nặng chừng 25 kg và cao không quá 55 cm và giống chó tương đối giống chó đuôi cuộn châu Âu (European Spitz).
Tosa ngày nay được phát triển vào những năm cuối của thập niên 1800, chúng được lai tạo với các giống chó khác tại Châu Âu như chó bò(Bulldog) vào năm 1872, chó ngao (Mastiff) vào năm 1874, chó St. Bernard, chó chỉ điểm Đức (German Pointer) vào năm 1876, chó ngao Đan Mạch (Great Dane) vào năm 1924 và chó sục bò (Bull Terrier) để tăng kích cỡ tạo ra một giống chó chọi to hơn, khoẻ hơn và bền bỉ hơn. Với sự lai tạo này đã tạo ra một giống chó tai cụp khỏe mạnh, nhanh nhẹn và khóe léo. Tại Nhật Bản, Tosa được coi như quốc sản. Thời hoàng kim của dòng giống Tosa đã đạt cực thịnh tại Nhật trong giai đoạn 1924-1933 ước đến hơn 5000 người nuôi.
Mặc dù chọi chó đã bị cấm tại Nhật Bản, Châu Âu và Bắc Mỹ nhưng tại một số địa phương tại Nhật vẫn diễn ra các cuộc chọi chó. Tại đây với quy định các cuộc chọi chó phải diễn ra trong yên lặng và không ồn ào, Tosa đã chiến đẫu một cách bạo tàn và yên lặng. Tosa ở Nhật Bản thường có kích cỡ khoảng 30–40 kg nhỏ hơn giống Tosa tại phương Tây. Đây là giống chó hiếm ngay tại trên quê hương của chúng và chỉ được giới thiệu tại Mỹ. Tại một số quốc gia, Tosa bị cấm nuôi bởi vì tính hung dữ của chúng, chúng không thích hợp với những người mới bắt đầu nuôi chó. Nhưng nếu được huấn luyện giáo dục, xã hội hóa một cách đúng đắn thì đây lại là giống chó tuyệt vời cho gia đình. 

## Đặc điểm

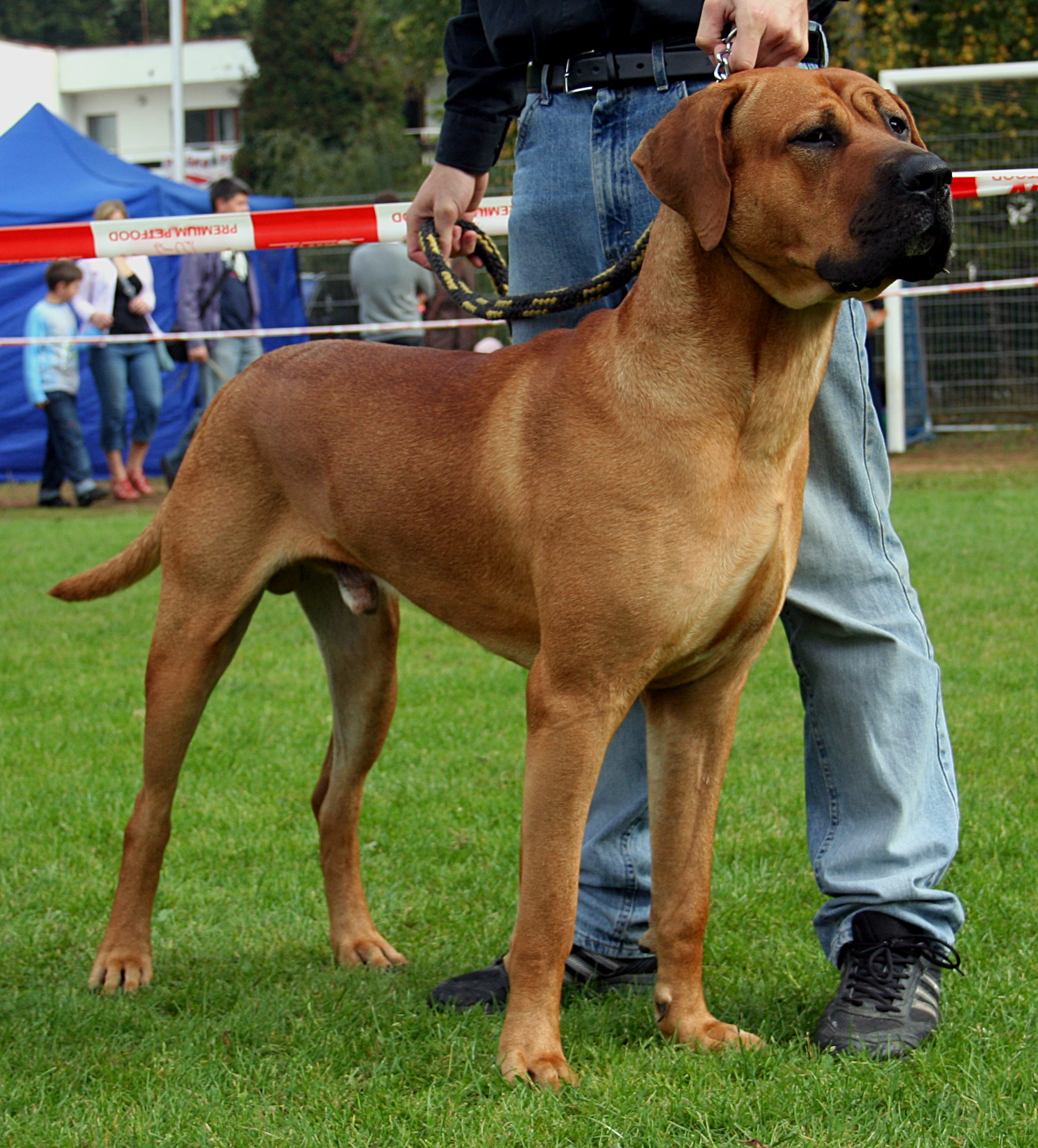
Tổng thể một con chó ngao Nhật

Đây là một giống chó tương đối mới chỉ xuất hiện do nhiều lần lai tạo từ khoảng 200 năm trước, có ngoại hình và thể trạng khác so với một số giống chó của Nhật Bản chỉ bằng phân nửa. Là giống chó oai vệ và hùng dũng, với sự nhanh nhẹn, khéo léo đến kinh ngạc, Tosa là giống chó khá to lớn và có vẻ ngoài oai vệ, lực lưỡng và rất linh hoạt. Chiều cao đối với chó Tosa trưởng thành là khoảng trên 60 cm và cân nặng từ 40–90 kg (37,5-90,5 kg), nhưng có nhưng con lên tới 105 kg. Trong các cuộc đấu chúng được chia theo các hạng cân như hạng nhẹ, hạng trung (trung bình) và hạng nặng. Tại Nhật thì hầu hết là từ 30–40 kg thường được nuôi để chọi chó. Tosa ở Mỹ thì con đực khoảng 54–77 kg, con cái khoảng 45–70 kg trong khi ở nhật thì chúng khoảng 30–40 kg.
Đầu chúng khá to, xương hộp sọ rộng và dài vừa phải và rất cơ bắp, với điểm dừng trên đầu khá bất ngờ. Mõm hộp vuông. Hàm răng của chúng rất khỏe, hàm cũng rất khoẻ, mép sệ kéo dài đên vùng cổ tạọ thành nếp gấp như yếm bò, lớp da ở cổ thường xệ xuống, Tai nhỏ đối xứng ngả theo chiều má, phần tai hình tam giác, nhỏ và cúp. Mắt nhỏ, tối, sẫm màu hình quả hạnh nhân rất sắc sảo và rất sắc nét, ánh mắt ánh lên vẻ nghiêm trang. Đuôi dài kéo đên khuỷu. Đuôi dài, dầy ở gốc, thon ở cuối, dáng hơi cong. Bộ lông ngắn, dầy và thô ráp, có màu biến thiên từ đỏ nâu vàng nhạt và có cả màu vện và đen đều được chấp nhận. Màu lông chuẩn thường là một màu đỏ, đen, vàng, đen xám, nâu vàng. Vện và nhiều màu được coi là không chuẩn. Chúng rất dễ chăm sóc lông. Chải lông sẽ giúp chúng loại bỏ những sợi lông chết và hỏng giúp bộ lông trở nên đẹp hơn. Tosa rụng lông rất ít.
Đây là giống chó có nét mặt và khả năng chịu đựng tương đối giống với chó lông xoáy Nam Phi (Rhodesian Ridgeback) nhưng lại có bộ hàm vô cùng khoẻ với lực cắn chỉ đứng thứ 2 với 556 pound chỉ sau giống chó chó mạnh là chó biết hát GSD là 750-1200 pound. Có nguồn gốc là giống chó chọi nên chúng có khả năng chịu đựng rất tốt và có khả năng phục hồi vết thương ngoài ra rất nhanh. Tosa là giống chó có sự phát triển chu kì sinh trưởng dài và sinh dục chậm có thể đến 4 năm tuổi mới trưởng thành đầy đủ. Tuổi thọ trung bình từ 10-12 năm. Là giống chó to nên chó bố mẹ cần có các chứng nhận về CERF (mắt) OFA (xươn hông và xương khủy), bên cạnh đó chúng hay bị xưng phù và đây vấn đề hay xuất hiện ở các giống chó to. Chúng không bị chảy dãi nhiều chư các loại chó ngao khác nhưng chúng sẽ chảy dãi khi chúng hoạt động, nóng, hay lúc chúng uống nước. 

## Tập tính

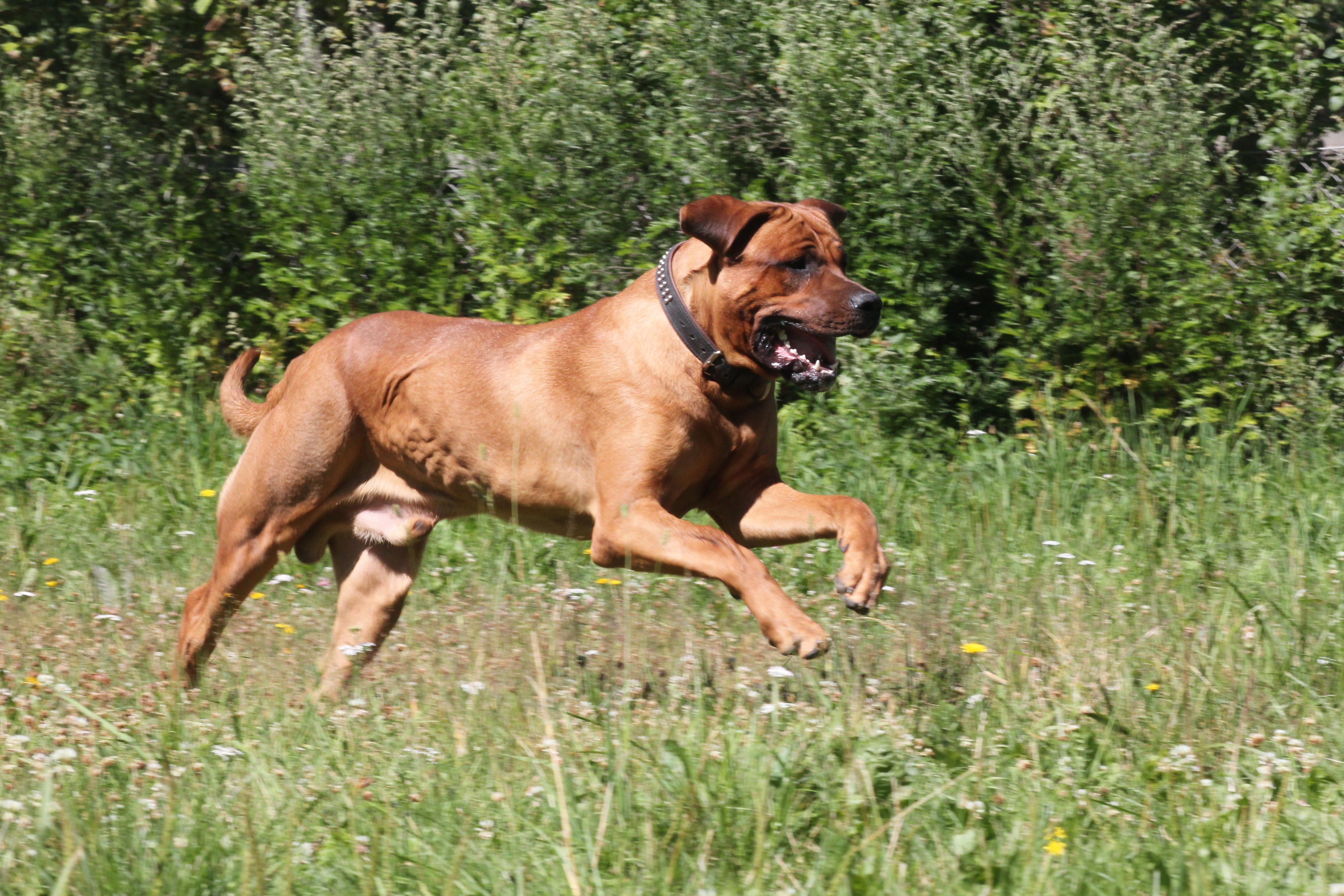
Ngao Nhật là giống chó thiện chiến

Tosa là giống chó dũng cảm, không biết sợ và rất hung hăng. Nó khá trung thành với chủ nuôi và những thành viên trong gia đình rất trầm tính, ít sủa và điềm tĩnh. Rất thích vừa lòng chủ nhân và rất nhạy cảm với giọng nói của chủ. Có tính bảo vệ và rất trung thành, rất yên lặng và bình tĩnh. Chúng rất thông minh nên không cần thiết phải huấn luyện nhiều lần. Nhưng chúng cần sự công bằng, kiên định và thân thiện. Rất vui vẻ với các thành viên trong gia đình nhưng khó tính với người lạ, nhưng sẽ hòa đồng nếu như được làm quen. Luôn đặt gia đình chủ lên trên hết nhưng sẽ vui vẻ với những khách thường xuyên.
Cả chó đực lẫn chó cái đều rất tốt trong việc bảo vệ gia đình và tài sản, với kích cỡ và tiếng sủa sâu, chúng chó ảnh hưởng lớn làm những người lạ nản chí. Chúng không cắn trẻ con nhưng với kích cỡ to lớn của chúng thì không nên để chúng ở nhà một mình với trẻ con. Người chủ phải học cách điều khiển chúng, bởi vì với kích cỡ to lớn rất khó để điều khiển. Tốt với các chó khác và các loại vật nuôi khác chỉ khi chúng được nuôi cùng từ lúc nhỏ. Đây là giống chó rất hay gây gổ, nên giữ chúng xa các loại chó khác. Chúng không nên nuôi cùng với các giống chó cùng giới tính, kích cỡ và tính cách. Chúng có khả năng chịu đau rất cao trong các cuộc đấu. Để nuôi chúng người chủ phải có kinh nghiệm trong việc nuôi các giống chó to lớn và hung dữ.
Giống chó này rất ít được mang đi giao lưu tại các câu lạc bộ bởi chúng rất dễ gây lộn với những con cùng giới tính khác. Tosa có tính thông minh cao, bộ nhớ rất tốt nên những bài tập không cần phải lập đi lập lại nhiều lần tuy nhiên cũng cần có huấn luyện và chủ nuôi có kinh nghiệm đã từng nuôi hoặc dạy một số giống chó tương tự bởi tính khí thất thường với thể trạng quá to và quá khỏe của nó. Đặc biệt nên tránh cho tiếp súc với những con chó lạ hay những con vật nuôi khác chưa có có sự chuẩn bị cho làm quen ngay cả đối với những con chó cùng trong một nhà có cùng kích cỡ và giới tính cũng còn rất dễ xảy ra xung đột.

## Sử dụng

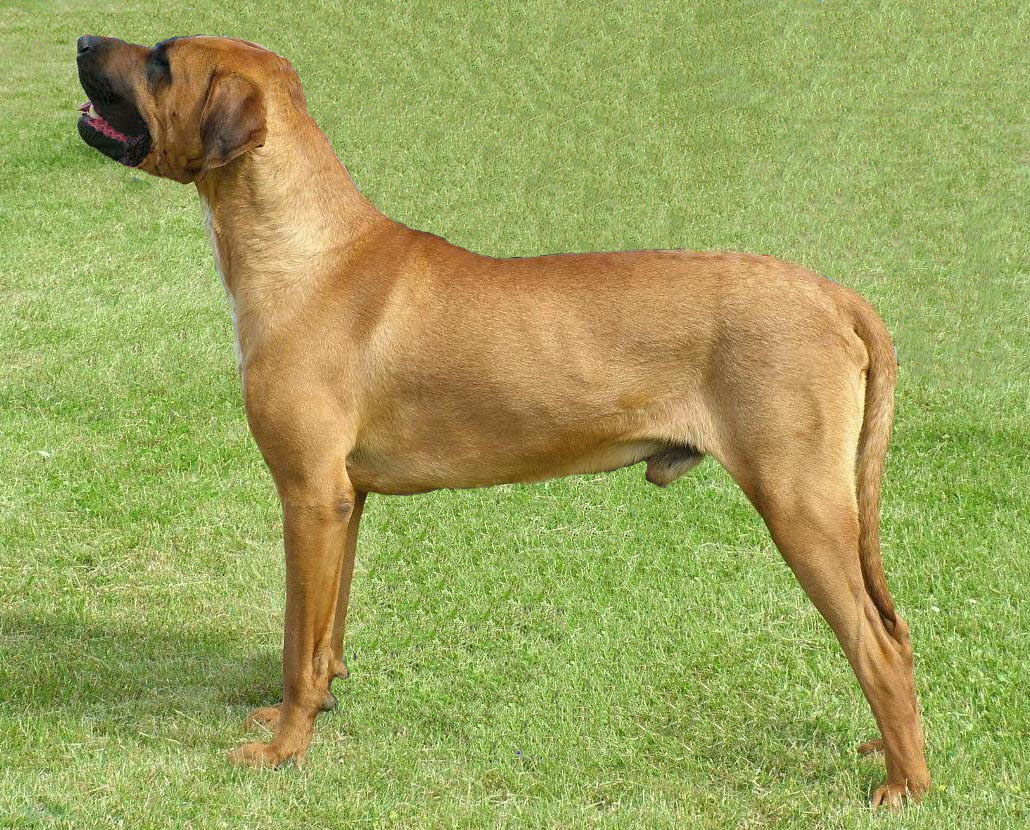
Một con Tosa Inu

Tại Nhật thì giống chó Tosa được nuôi và chăm sóc như những võ sĩ đấu vật, hình ảnh của giống chó này gắn liền với những nét văn hoá tryuền thống của Nhật và môn thể thao chọi chó Tosa của vương quốc này,có rất nhiều trung tâm nuổi tiếng đã tạo những đấu sĩ Tosa dũng mãnh để cho đi thi đấu tại các đấu trường và có được những bộ trang phục truyền thống dành cho đấu sĩ vô địch. Nhưng cũng không thể thiếu được vai trò và khả năng của nó trong công việc bảo vệ tư gia và kho tàng. Còn tại các quốc gia có cho phép đăng ký nuôi giống chó này như vật nuôi cảnh và người bạn trong mỗi gia đình đều được quản lý rất chặt chẽ, nghiêm ngăt đối với dòng giống và mục đích của người nuôi.
Đây là một giống chó chọi của Nhật có hình ảnh như những võ sĩ đấu vật Sumo của Nhật và môn chọi chó Tosa của Nhật cũng có luật tương đối giống với luật của môn Sumo đó là kẻ thắng là kẻ đẩy được đối thủ của mình ra khỏi vòng hoặc vật ngã. Được gọi bằng nhiều cái tên như ngao Nhật hay Tosa ken, nhưng Tosa là giống chó được biết đến nhiều nhất như những chiến binh Sumo trong sới vật. Ở Nhật trước kia, chọi chó được cho là hợp pháp. Các sới chọi chó diễn ra phổ biến, giống Tosa vì vậy được thuần hóa và lai tạo với các loài chó dữ khác như Pitbull để nâng cao khả năng chiến đấu. Chẳng hạn, lai với giống St. Bernard để tăng kích cỡ cơ thể, lai với Great Dane để cải thiện chiều cao, và lai với Doberman để có sự nhanh nhạy khi chiến đấu.
Chọi chó ở Nhật Bản không giống với các nước phương Tây ở một điểm mấu chốt. Mục đích của cuộc chọi chó không phải để giết chết đối thủ, mà là chiếm giữ thế áp đảo và đè chặt đối phương xuống nền đất. Toàn bộ cuộc đấu dựa trên tinh thần vật Sumo. Luôn có bác sĩ thú y được trang bị đầy đủ dụng cụ và người chủ sẵn sàng nhảy ra giữa sới khi có bất cứ dấu hiệu hung hăng hay đe dọa nào khiến các chiến binh chó bị thương tổn. Chỉ chó đực mới được phép chọi. Chó cái, thường chỉ được thử cho chọi 1 lần để xem xét khả năng chiến đấu cũng như chất lượng thuần chủng, mục đích là cho những quyết định lai tạo hay sản sinh ra những thế hệ chó Tosa con sau này.

## Chăm sóc
Những bài tập về thể lực là cần thiết với giống chó này cộng với những bài tập năng cao phù hợp tránh ép hay dùng bạo lực trong khi tập luyện vì rất dễ gặp phải thái độ chống cự của nó. Nhưng đây cũng là một trong những giống chó yêu quý trẻ nhỏ nếu tạo được môi trường tiếp súc ngay khi còn là chó con. Khi đã có những con Tosa trưởng thành trong gia đình thì không còn gì phải lo lắng khi có bất kì ai muốn xâm phạm đến các thành viên và gia đình. Việc chăm sóc chu đáo từ nhỏ đối với những chú chó con Tosa từ nhỏ và cho tiếp súc làm quen là rất cần thiết bởi nhằm giảm sự hung hãn tấn công với những vật nuôi trong gia đình và với chó lạ như một số giống chó ngao thì việc cung cấp Vitamin và Canci là cần thiết để đảm bảo cho khung sương phát triển tốt đặc biệt là phần sau của cơ thể trong giai đoạn từ 2-9 tháng tuổi.
Chăm sóc ngoài da như việc chải lông và giữ cho lông luôn sạch nằm những nơi có dải đệm mềm tránh sừng hoá ở những khuỷu chân và chú ý đến một số bệnh về mắt. Cho vận động hàng ngày với những bài tập tạo sức bền bỉ và cho đi dạo với khoảng cách lớn. Chúng có thể sống trong khu tập thể nếu như được tập luyện đủ. Không thích hợp với các hoạt động trong nhà, nên có vườn. Chúng không thích hợp với cuộc sống trong chuồng, nên được nuôi gần chủ, điều này khiến chúng hạnh phúc. Với khu vườn đủ rộng chúng có thể tự luyện tập một mình. Tuy nhiên chúng vẫn cần được dắt đi dạo hàng ngày, đảm bảo đủ để chúng có thể phát triển đầy đủ. Nếu không chúng rất dễ xuất hiện những thói quen xấu. Theo lý thuyết thì chúng chỉ cần chế độ luyện tập bình thường nhưng nếu như được luyện tập nhiều thì càng tốt.